# Georg von Laubmann
Georg Laubmann, ab 1894 Ritter von Laubmann (* 3. Oktober 1843 in Hof; † 5. Juni 1909 in München), war ein deutscher Bibliothekar.

## Werdegang
Laubmann studierte Philologie in München und Bonn. Seit dem Wintersemester 1861/62 war er Mitglied der musischen Studentenverbindung Akademischer Gesangverein München im SV.  Von 1866 bis 1875 arbeitete er als Bibliothekar an der Hof- und Staatsbibliothek München. Ab 1875 war er als Oberbibliothekar der Universitätsbibliothek Würzburg tätig. 1878 kam er als Oberbibliothekar an die Hof- und Staatsbibliothek in München und war von 1882 bis zu seinem Tod deren Direktor.